# Tuổi nổi loạn (phim truyền hình)
Hormones: the Series (tên đầy đủ: Hormones วัยว้าวุ่น, RTGS: ~ Wai Wa Wun; tựa đề tiếng Việt: Tuổi nổi loạn) là sê-ri truyền hình tuổi teen Thái Lan được sản xuất bởi GTH và Nadao Bangkok, chiếu trên kênh GMM One với đánh giá phân loại PG-13. Bộ phim kể về cuộc sống và các mối quan hệ của một nhóm học sinh trung học khi trải qua cuộc sống gia đình và trường học và phải đối mặt với các vấn đề khác nhau. Phá vỡ khuôn mẫu của truyền hình Thái Lan, vốn nổi bật về phim truyện truyền hình và sitcom, Hormones đã được hình thành với một phong cách thường thấy ở Hoa Kỳ với các vấn đề gây tranh cãi như quan hệ tình dục thiếu niên và mang thai, đồng tính luyến ái và bạo lực học đường.
Mùa đầu tiên của bộ phim được đạo diễn bởi Songyos Sugmakanan, phát sóng trên kênh truyền hình vệ tinh GMM One và phát sóng trên mạng từ tháng 5 đến tháng 8 năm 2013. Mặc dù không được phát sóng trên truyền hình mặt đất miễn phí và bị chỉ trích vì nội dung, bộ phim vẫn nhận được nhiều nhận xét tích cực và trở nên cực kì phổ biến, thúc đẩy việc tạo ra mùa thứ hai. Được đạo diễn bởi Kriangkrai Vachiratamporn, mùa thứ hai bắt đầu phát sóng vào tháng 7 năm 2014. Vào tháng 9 năm 2015, Hormones mùa thứ ba bắt đầu phát sóng với cái tên "Hormones 3: The Final Season" với dàn nhân vật chính là những diễn viên mới được chọn lựa từ Hormones: The Next Gen.

## Diễn viên

### Diễn viên chính
Mùa 1 & 2:
- Pachara Chirathivat (Peach) trong vai "Win" Chaichana Charatchaipracha - "Bad boy" nổi tiếng của trường
- Ungsumalynn Sirapatsakmetha (Pattie) trong vai "Kwan" Khongkwan Dilokthamsakul - Cô nàng hoàn hảo mà bao nam sinh mơ ước, trong đó có "Hot boy nổi loạn" Win và anh chàng mê chụp ảnh Mhog
- Thanapob Leeratanakajorn (Tor) trong vai "Phai" Pollawat Lhaokhunapat - Anh chàng luôn xử lí mọi việc bằng nắm đấm, luôn không tin tưởng vào người bạn gái của mình là Sprite
- Supassara Thanachat (Kao) trong vai "Sprite" Suttanuch Sujindhara - Cô nàng dễ dãi, điều đó đã trở thành nguyên nhân tan vỡ cho cuộc tình giữa cô và anh chàng Phai
- Chutavuth Pattarakampol (March) trong vai "Phu" Phubes Pattarakamporn - Chàng trai dễ mến, là người yêu cũ của Toei nhưng cũng rất "mến" người bạn đồng giới Thee
- Sedthawut Anusit (Tou) trong vai "Thee" Thatkamjon - Anh chàng hòa đồng, vui tính, "thầm thương trộm nhớ" người bạn đồng giới Phu
- Gunn Junhavat trong vai "Tar" Olarn Tantiwongpaibul - Anh chàng nhạc công hiền lành, là bạn thân của Win và Mhog, thích Toei nhưng không được đáp lại
- Sutatta Udomsilp (Punpun) trong vai "Toei" Thaneeda Kamolpaisarn - Cô nàng hiền lành, dễ gần, có nhiều chàng trai "thầm thương trộm nhớ", trong đó có anh chàng bạn thân Tar
- Sirachuch Chienthaworn (Michael) trong vai "Mhog" Thawit Chaowakornkul - Anh chàng có máu nghệ sĩ, mê chụp ảnh

Mùa 3:
- Thiti Mahayotaruk (Bank) vai "Non" Natchanon Kasemchanchai
- Nichaphat Chatchaipholrat (Pearwah) vai "Kanompang" Phanin Chaijindachoke
- Sananthachat Thanapatpisal (Fon) trong vai "Dao" Dujdao Jumruspaisarn - Cô bé hồn nhiên, vô tư nhưng sau một lần "vấp ngã", cô bé đã thay đổi hoàn toàn
- Kemisara Paladesh (Belle) trong vai "Koi" Wiriya Korkietpirom - Bạn thân của Dao
- Teeradon Supapunpinyo (James) vai "Sun" Atit Intrapat
- Kanyawee Songmuang (Thanaerng) vai "Jane" Mahatanorerk
- Wongravee Nateetorn (Sky) vai "Pala" Sutthiphonruedi
- Narupornkamol Chaisang (Praew) vai "Zomzom" Supreeya Kamolpitak
- Sarit Trilertvichien (Pea) vai "Boss" Prat Atprachak
- Narikun Ketprapakorn (Frung) vai "Oil" Onamon Suwisuthakomol
- Tonhon Tantivejakul (Ton) vai "Phao" Pattarakamporn - Em trai của Phu
- Nutchapan Paramacharenroj (Pepo) vai "First" Naruebes Thiradechakun
- Jirayus Khaobaimai (Rolex) vai "Robot" Chakkon Praditwit
- Atitaya Craig (Claudine) vai "Mali" Hudson

### Diễn viên phụ
- Vasin Asvanarunat (Ko) vai "Porsch" Dilokthamsakul - Anh trai của Kwan
- Napat Chokejindachai (Top) vai "Pop" Napat Chaijindachoke - Anh trai của Kanompang
- Korapat Kirdpan (Nanon) - Anh trai của Oil
- Oabnithi Wiwattanawarang (Oab) vai "Jack" - Bạn của Phai
- Chanon Santinatornkul (Non) vai "Net" Ekkaphop Satchatantitham - Bạn trai của Koi
- Pavadee Komchokpaisan (Cookkai) vai "Jelly" Wasuwee Ananboriwan

## Các tập phim
| Số tập | Tựa đề                        | Nhân vật chính  | Ngày phát sóng       |
| Mùa 1  | Mùa 1                         | Mùa 1           | Mùa 1                |
| ------ | ----------------------------- | --------------- | -------------------- |
| 0      | Đặc biệt: Giới thiệu nhân vật | -               | 18 tháng 5 năm 2013  |
| 1      | "Testosterone"                | Win             | 25 tháng 5 năm 2013  |
| 2      | "Dopamine"                    | Tar             | 1 tháng 6 năm 2013   |
| 3      | "Endorphin"                   | Sprite          | 8 tháng 6 năm 2013   |
| 4      | "Serotonin"                   | Mhog            | 15 tháng 6 năm 2013  |
| 5      | "Estrogen"                    | Toei            | 22 tháng 6 năm 2013  |
| 6      | "Dopamine"                    | Phu             | 29 tháng 6 năm 2013  |
| 7      | "Adrenaline"                  | Phai            | 6 tháng 7 năm 2013   |
| 8      | "Progesterone"                | Dao             | 13 tháng 7 năm 2013  |
| 9      | "Cortisol"                    | Kwan            | 20 tháng 7 năm 2013  |
| 10     | "Testosterone vs. Estrogen"   | Win & Kwan      | 27 tháng 7 năm 2013  |
| 11     | "Oxytocin"                    | Tất cả nhân vật | 3 tháng 8 năm 2013   |
| 12     | "Growth Hormone"              | Tất cả nhân vật | 10 tháng 8 năm 2013  |
| 13     | "Raging Hormones"             | Tất cả nhân vật | 17 tháng 8 năm 2013  |
| 14     | Đặc biệt: Hậu trường          | -               | 24 tháng 8 năm 2013  |
| Mùa 2  |                               |                 |                      |
| 0      | Đặc biệt: Hậu trường          | -               | 12 tháng 7 năm 2014  |
| 1      | "Yêu mê dại"                  | Tất cả nhân vật | 19 tháng 7 năm 2014  |
| 2      | "Thee"                        | Thee            | 26 tháng 7 năm 2014  |
| 3      | "Toei"                        | Toei            | 2 tháng 8 năm 2014   |
| 4      | "Dao+Koi"                     | Dao & Koi       | 9 tháng 8 năm 2014   |
| 5      | "Phu"                         | Phu             | 16 tháng 8 năm 2014  |
| 6      | "Win"                         | Win             | 23 tháng 8 năm 2014  |
| 7      | "Kwan"                        | Kwan            | 30 tháng 8 năm 2014  |
| 8      | "Mhog"                        | Mhog            | 6 tháng 9 năm 2014   |
| 9      | "Sprite"                      | Sprite          | 13 tháng 9 năm 2014  |
| 10     | "Oil"                         | Oil             | 20 tháng 9 năm 2014  |
| 11     | "Tar"                         | Tar             | 27 tháng 9 năm 2014  |
| 12     | "Phai"                        | Phai            | 4 tháng 10 năm 2014  |
| 13     | "Bế giảng"                    | Tất cả nhân vật | 11 tháng 10 năm 2014 |
| 14     | Đặc biệt: Hậu trường          | -               | 18 tháng 10 năm 2014 |
| Mùa 3  |                               |                 |                      |
| 0      | Đặc biệt: Hậu trường          | -               | 19 tháng 9 năm 2015  |
| 1      | "Growth Hormone"              | Tất cả nhân vật | 26 tháng 9 năm 2015  |
| 2      | "Estrogen"                    | Dao & Koi       | 3 tháng 10 năm 2015  |
| 3      | "Adrenaline"                  | Zomzom & Mali   | 10 tháng 10 năm 2015 |
| 4      | "Serotonin"                   | Phao            | 17 tháng 10 năm 2015 |
| 5      | "Dopamine"                    | Jane            | 24 tháng 10 năm 2015 |
| 6      | "Cortisol"                    | Boss            | 31 tháng 10 năm 2015 |
| 7      | "Androgen"                    | Non             | 7 tháng 11 năm 2015  |
| 8      | "Endorphin"                   | First           | 14 tháng 11 năm 2015 |
| 9      | "Testosterone"                | Sun             | 21 tháng 11 năm 2015 |
| 10     | "Growth Hormone II"           | Pala            | 28 tháng 11 năm 2015 |
| 11     | "Oxytocin"                    | Oil             | 5 tháng 12 năm 2015  |
| 12     | "Oxytocin II"                 | Kanompang       | 12 tháng 12 năm 2015 |
| 13     | "Hormones"                    | Tất cả nhân vật | 19 tháng 12 năm 2015 |
| 14     | Đặc biệt: Unseen Hormones     | -               | 26 tháng 12 năm 2015 |

## Nhạc phim
| Tựa đề                                          | Ca sĩ                                | Ngày phát hành MV |
| Mùa 1                                           | Mùa 1                                | Mùa 1             |
| ----------------------------------------------- | ------------------------------------ | ----------------- |
| "แตกต่างเหมือนกัน" (Tôi khác biệt)                 | Getsunova                            | 4/7/2013          |
| "เพดาน" (Giới hạn tình yêu)                     | See Scape                            | 9/8/2013          |
| "ไม่บอกเธอ" (Không nói với em)                   | See Scape                            | 28/9/2013         |
| "อย่างน้อย" (Ít nhất)                             | See Scape                            |                   |
| "มั๊ง?" (Có lẽ?)                                  | Tor Saksit                           |                   |
| "มันคือความรัก" (Đó là tình yêu)                   | Lula                                 |                   |
| "รักเธอ 24 ชั่วโมง" (Yêu em 24 giờ)                | Kangsom                              |                   |
| "ไม่รัก..ไม่ต้อง" (Không yêu... Không cần phải yêu) | New & Jew                            |                   |
| "หนี" (Trốn chạy)                                | Klear                                |                   |
| "Butterfly" (Bươm bướm)                         | Palmy                                |                   |
| Mùa 2                                           |                                      |                   |
| "อาบน้ำร้อน" (Trải nghiệm)                        | Big Ass                              | 9/6/2014          |
| "รถของเล่น" (Xe đồ chơi)                         | Tiger                                |                   |
| "ปากว่าง"                                        | Gunn & Pearwah                       |                   |
| "ไม่มีตรงกลาง"                                    | Ae Jirakorn                          |                   |
| "คุณและคุณเท่านั้น" (Em và chỉ em thôi)              | Kangsom Tanatat                      |                   |
| "ผงาดง้ำค้ำโลก"                                   | See Scape                            |                   |
| "ฉันมีเพียง" (Anh chỉ có)                          | Peach                                | 23/8/2014         |
| "ทะเลสีดำ" (Đại dương tối tăm)                   | Gunn & Pearwah                       | 30/8/2014         |
| "บทเพลงกระซิบ" (Bài hát bên tai)                 | See Scape                            | 27/9/2014         |
| "ด้วยรักและผูกพัน" (Tình yêu và sự kết nối)         | Bird Thongchai                       |                   |
| "ปฏิญาณ"                                         | See Scape                            |                   |
| "เต้ย" (Toey)                                    | Gunn                                 | 11/10/2014        |
| "ขอ"                                            | See Scape                            | 11/10/2014        |
| "เวลา" (Thời gian)                              | Over Me                              |                   |
| "โชคดีนะเพื่อน" (May mắn bạn nhé)                  | Tor                                  | 19/10/2014        |
| Mùa 3                                           |                                      |                   |
| "ย้อน" (Trở về)                                  | Slot Machine                         | 15/9/2015         |
| "หว่าเว้" (Buồn chán)                             | Bank & James                         | 27/9/2015         |
| "คุกเข่า" (Kneel)                                 | Cocktail                             |                   |
| "เรือเล็กควรออกจากฝั่ง" (Thuyền nhỏ nên rời bờ)     | Bodyslam                             |                   |
| "ผจญภัย" (Đối mặt hiểm nguy)                     | Mrs. Slave                           |                   |
| "ซึนเดะเระ"                                      | Siamese Kittenz                      |                   |
| "ปล่อย" (Giải thoát)                             | Pop Pongkul                          |                   |
| "สถานีต่อไป" (Trạm kế)                            | Apartment khun pah                   |                   |
| "ถ้าเธอคิดจะลืมเขา" (Nếu bạn muốn quên người ấy)   | Pearwah                              | 29/11/2015        |
| "ช่างมัน" (Sao cũng được)                         | Ton                                  | 1/11/2015         |
| "เสพติดความเจ็บปวด" (Nghiện sự đau khổ)           | Pepo                                 | 15/11/2015        |
| "พลังแสงอาทิตย์" (Năng lượng mặt trời)             | Sweet Mullet                         |                   |
| "เวลาเธอยิ้ม" (Khi em cười)                       | Polycat                              | 6/12/2015         |
| "อย่าเสียใจคนเดียว" (Đừng buồn một mình)           | Better Weather                       | 13/12/2015        |
| "เพราะทุกครั้ง" (Vì mọi lần)                       | Bank & Pearwah                       | 20/12/2015        |
| "อากาศ" (Không khí)                             | Yokee Playboy                        | 20/12/2015        |
| "กวางขาวอยู่กลางเขา"                              | Jonus                                |                   |
| "จูบเย้ยจันทร์"                                     | Orawee Sujjanon & Charin Nuntanakorn |                   |
| "คำตัดสิน" (Nhịp đập con tim)                     | Lomosonic                            |                   |